# Карней (остров)
Карней (англ. Carney Island) — остров в море Амундсена в Южном океане, расположенный у побережья Земли Мэри Бэрд. Длина острова 110 километров, площадь 8500 квадратных километров. Остров необитаем и постоянно покрыт льдом.

## История
Остров был назван в честь американского адмирала Роберта Карни, занимавшего должность Главнокомандующего ВМС США во время проведения операций «Глубокий мороз» в поддержку Международного геофизического года в 1957—1958 годах.
Остров попадает под действие Договора об Антарктике в соответствии с которым он не принадлежит ни одному государству. На нём разрешена только научная деятельность.